# قائمة فراشات موريتانيا

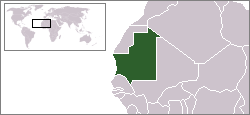
موقع موريتانيا

قائمة فراشات موريتانيا هناك حوالي 30 نوعًا من فراشات معروفًا في موريتانيا ولا يوجد أي منها مستوطن

### بابليونيداي
- بابيليو ديودوكوس

### بيريداي
- كولوتيس داناى
- كولوتيس فيستا

### بيريني
- بونتيا دابليديس
- زيزيريا كنيسنا

### الحوريات
- أبو دقيق النمر
- هامانوميدا ديدالوس

### الهيسبيريديا
- سبياليا دوريس
- بوربو بوربونيكا

## أنظر أيضا
- الحياة البرية في موريتانيا